# 大德显灵宫
大德显灵宫，位于北京市西城区鲜明胡同，是一座道教宫观，现已无存。

## 简介
显灵宫创建于明朝永乐年间，起初名为天将庙，奉祀萨真人、王灵官。明朝成化初年，始称作显灵宫。清朝孙承泽《春明梦余录》载：“大德显灵宫在皇城西，永乐时建。成化中，更拓其制，又建弥罗阁。嘉靖中，复建昊极通明殿，东辅萨君殿，西弻王帅殿。西殿有柏，为雷所擘，其枝委地如屏。”“宣德中改庙为火德观，封萨真人为崇恩真君，王灵官为隆恩真君，又建一殿崇奉二真君，左曰崇恩殿，右曰隆恩殿。成化初年，改观曰宫，加显灵二字。”
如今显灵宫大部分已被拆除，改建成了国家机关的宿舍。显灵宫留下两通石碑——“大德显灵宫营建碑”、“大德显灵宫奉安诸神碑”，均为明朝嘉靖三年（1524年）立，均存北京石刻艺术博物馆。2006年，在砖塔胡同86号院发现一只华表座，约为明朝永乐年间制作，为六角须弥座，外径约95厘米，可能是大德显灵宫山门前的华表座之一，被运至北京石刻艺术博物馆保存。